# صباح الخير (مجلة)
مجلة «صباح الخير» هي مجلة أسبوعية مصرية تصدر عن مؤسسة روزاليوسف يرأس تحريرها الأستاذ طارق رضوان

## تأسيس المجلة وتاريخها
في 17 أبريل 1951 وقعت السيدة روز اليوسف خطاباً «لحضرة صاحب العزة مدير قلم المطبوعات بمحافظة العاصمة» تفيده فيه بصدور مجلة «صباح الخير» أسبوعياً كل يوم خميس، و«سنرسل لعزتكم النسخ المقررة من كل عدد يصدر صباح السبت الذي يلي ميعاد ظهور المجلة» وقّعت روز اليوسف الخطاب بصفتها «صاحبة ورئيس تحرير مجلة روز اليوسف» .
رأس تحرير «صباح الخير» أولاً أحمد بهاء الدين، وكان أصغر من تولى رئاسة التحرير قي مصر باستثناء الأخوين مصطفى وعلي أمين لأنهما كانا صاحبي الصحف التي أصدراها وعينا أنفسهما رؤساء لإدارتها ولتحريرها.
الغريب أن مجلة صباح الخير لم يصدر العدد الأول منها إلا قي 17 يناير 1956  بشعارها الشهير «للقلوب الشابة والعقول المتحررة» الذي صاغه أحمد بهاء الدين.

## وصلات خارجية
- الموقع الرسمي
- "بالأسماء.. التغييرات الصحفية لرؤساء إدارات مجالس وتحرير الصح...مصراوى". مصراوي.كوم (بar-AR). Archived from the original on 2017-12-25. Retrieved 2017-07-24.{{استشهاد بخبر}}:  صيانة الاستشهاد: لغة غير مدعومة (link)